# 硫化铝
硫化铝（Aluminium sulfide），化学式为Al2S3，将其投入水中会发生双水解反应生成硫化氫及氫氧化鋁：
{\displaystyle {\rm {Al_{2}S_{3}+6H_{2}O\longrightarrow 2Al(OH)_{3}\downarrow +3H_{2}S\uparrow }}}

## 制备
由于硫化铝的双水解反应，最简单的硫化铝制备方法是，将铝粉与硫粉共热：
{\displaystyle {\rm {2Al+3S{\xrightarrow {\triangle }}Al_{2}S_{3}}}}